# Paul de Jersey
Paul de Jersey (nascido em 21 de setembro de 1948) é um jurista australiano e foi o 26º governador de Queensland, entre 29 de julho de 2014 e 1 de novembro de 2021. Foi juiz da justiça de Queensland de 1998 a 2014.